# Félix Porturas de la Vega
Félix Porturas de la Vega (Huamachuco, 1869 - Lima, 24 de mayo de 1947) fue un abogado, empresario y político peruano.
Nació en la ciudad de Huamachuco, capital de la provincia de Sánchez Carrión en el departamento de la La Libertad. Sus padres fueron  don Pedro José de Porturas y Paredes, hacendado de Santa Clara y prefecto de Ancash, y doña Martina de la Vega. El 10 de abril de 1893, contrajo matrimonio con doña Flora Mª Corina Mancebo Sánchez y tuvieron 4 hijos: Wilfredo, Alberto,  Cristian y Luis. 
Fue elegido senador suplente por el departamento de Ancash en 1912 hasta 1918. Posteriormente sería elegido diputado por la provincia de Pomabamba entre el 29 de diciembre de 1919 y el 11 de octubre de 1924por la que hizo muchas obras. Años más tarde, su hijo Luis Porturas Mancebo sería diputado de la república por la misma provincia de Pomabamba.